# تاكاساكي
تاكاساكي (باليابانية: 高崎市 تاكاساكي-شي) هي مدينة تقع في غونما، اليابان. تأسست المدينة في 1 أبريل، 1900. تعتبر مدينة تاكاساكي نقطة وصل رئيسية في المنطقة بوجود محطة تاكاساكي التي تربط عدد من الخطوط الرئيسية ويمر منها قطار الشنكانسين.

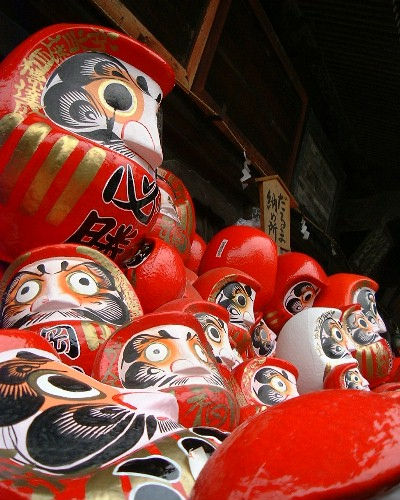
دمى داروما في معبد داروما جي.

تشتهر مدينة تاكاساكي بصناعة دمى داروما والتي هي رمز يمثل روح بودي دارما، إلا أنها تستخدم حاليا في اليابان لجلب الحظ السعيد.

## مشاهير
- ياسوهيرو ناكاسونه، رئيس وزراء سابق
- تاكيو فوكودا، رئيس وزراء سابق
- ياسوو فوكودا، رئيس وزراء سابق
- فوجيو ماسوكا، مخترع الذاكرة الوميضية

## وصلات خارجية
- الموقع الرسمي لمدينة تاكاساكي